# Jean Franssen
Jean Franssen (Maastricht, 8 september 1920 – aldaar, 8 april 1991) was een Nederlands pianist.
Hij was zoon van musicus Benedictus Joseph Fransen en Marie Josephine Defesche. Broer Theophile Fransen was eveneens musicus. Jean Franssen huwde pianiste Madeleine Higny (1921-2002) en vormde met haar een Limburg pianistenechtpaar. Ze liggen samen begraven op de begraafplaats aan de Dorpsstraat in het Belgische Gellik.
Hij kreeg zijn muziekopleiding, na dat van zijn vader, aan het Muzieklyceum in zijn geboorteplaats. Daarna trok hij naar het Koninklijk Conservatorium Luik, waar hij les kreeg van Louis Closson en orgel bij Charles Hens. Hij haalde er in 1941 een eerste prijs als solist en in 1946 een virtuositeitsprijs (Prix de virtusosité). In 1944 trad hij aan als organist van de Sint Servaas, een functie die hij tot 1954 bekleedde. Hij speelde daarin voluit geschreven composities, maar improviseerde ook veelvuldig. Hij won in 1948 een pianistenconcours in Genève en daarna lag een internationale loopbaan als concertpianist voor hem in het verschiet. In 1950 zat hij in de grote zaal van het Amsterdamse Concertgebouw voor een uitvoering van de Variations symphonique van César Franck met het Concertgebouworkest onder leiding van Hein Jordans. Zijn vrouw volgde hem wat dat betreft in 1961 toen zij daar met genoemd orkest optrad in de Petite symphonie concertante voor harp, klavecimbel, piano en strijkorkest van Frank Martin, zij speelde onder leiding van Eugen Jochum met Phia Berghout achter de harp. Vanaf 1954 gaf hij lessen aan eerst het conservatorium in Luik (harmonieleer en later ook weer in Maastricht (piano).
De internationale carrière strandde toen hij in 1966 een hersenbloeding kreeg, waarbij hij ook eenzijdig verlamd raakte. Hij wist door oneindige oefeningen zijn spel weer op peil te krijgen. Lesgeven in Luik ging niet meer, maar hij haalde zijn docentschap in Maastricht weer aan, totdat hij er in 1984 met pensioen kon gaan. Ondertussen waren in Limburg zijn "Redouteconcerten" populair, waarbij hij veel werken van Frédéric Chopin vertolkte. In 1971 speelde het echtpaar het Concert voor twee piano’s en orkest KV 365 van Wolfgang Amadeus Mozart met het Limburgs Symfonie Orkest onder leiding van André Rieu sr..
Van zijn hand zijn een beperkt aantal composities verschenen zoals een Sonate voor viool en piano (1948), Twee postludia voor orgel (1963, waarvan een opgedragen aan zijn broer) en een Te Deum voor gemengd koor, 3 trompetten, 2 hoorns, 2 trombones, tuba en orgel (1962). Zijn muziek zou daarbij gelijkenis vertonen met de Franse impressionisten als Claude Debussy, Maurice Ravel en hun opvolgers richting de moderne muziek Henri Dutilleux en Olivier Messiaen.
- International Standard Name Identifier: 0000 0000 3888 9678
- Library of Congress Control Number: no92010365
- MusicBrainz: 6bcd1e7e-2e8b-406c-a183-c26f2214a980
- Nederlandse Thesaurus van Auteursnamen: 329610023
- Virtual International Authority File: 56177821
- WorldCat: E39PBJjXpcjx34cpYwRqvYPxXd